# Agrypon oyeyamense
Agrypon oyeyamense là một loài tò vò trong họ Ichneumonidae.